# Voueize
Pour l’article homonyme, voir Chambon-sur-Voueize.
La Voueize (Vóusia en occitan) est une rivière française, affluent gauche de la Tardes, et donc sous-affluent de la Loire par le Cher. Tant son bassin que son cours se situent totalement dans le département de la Creuse, dans la région Nouvelle-Aquitaine.

## Géographie
De 53,6 km de longueur, la Voueize prend sur la commune de La Chaussade, à 597 m d'altitude.
La Voueize coule globalement du sud-ouest vers le nord-est.
Après avoir baigné la petite ville de Gouzon, elle se jette dans la Tardes, en rive gauche, dans la localité de Chambon-sur-Voueize, entre les lieux-dits le faubourg de Limoges et les Estonneries, à 333 m d'altitude.

### Communes et cantons traversés
Dans le seul département de la Creuse, la Voueize traverse les treize communes suivantes, de l'amont vers l'aval, de La Chaussade (source), Bosroger, Champagnat, Puy-Malsignat, Peyrat-la-Nonière, Saint-Julien-le-Châtel, Saint-Loup, Pierrefitte, Gouzon, Bord-Saint-Georges, Lussat, Lépaud, Chambon-sur-Voueize (confluence).
Soit en termes de canton, la Voueize prend source dans le canton d'Aubusson, traverse les canton de Gouzon et canton de Boussac, et conflue dans le canton d'Évaux-les-Bains, le tout dans les arrondissements d'Aubusson et de Guéret.

### Bassin versant
Le Bassin versant de la Voueize est de 440 km2 et le "chevelu" ou longueur des cours d'eau bassin est de 440 km.

### Organisme gestionnaire
L'organisme gestionnaire est le SMAB Voueize, d'abord intercommunal, puis transformé en octobre 2011 en syndicat mixte. Il a relancé en 2010 une « étude préalable à la mise en place d'un contrat territorial milieux aquatiques » sur la Voueize et la Goze et Verneignette et le ru de l'Etang de Landes. Ce syndicat « regroupe vingt-trois communes soit 60 % du bassin versant de la rivière la Voueize ». Ce syndicat mixte est partie prenante dans le SAGE du Cher amont

## Affluents

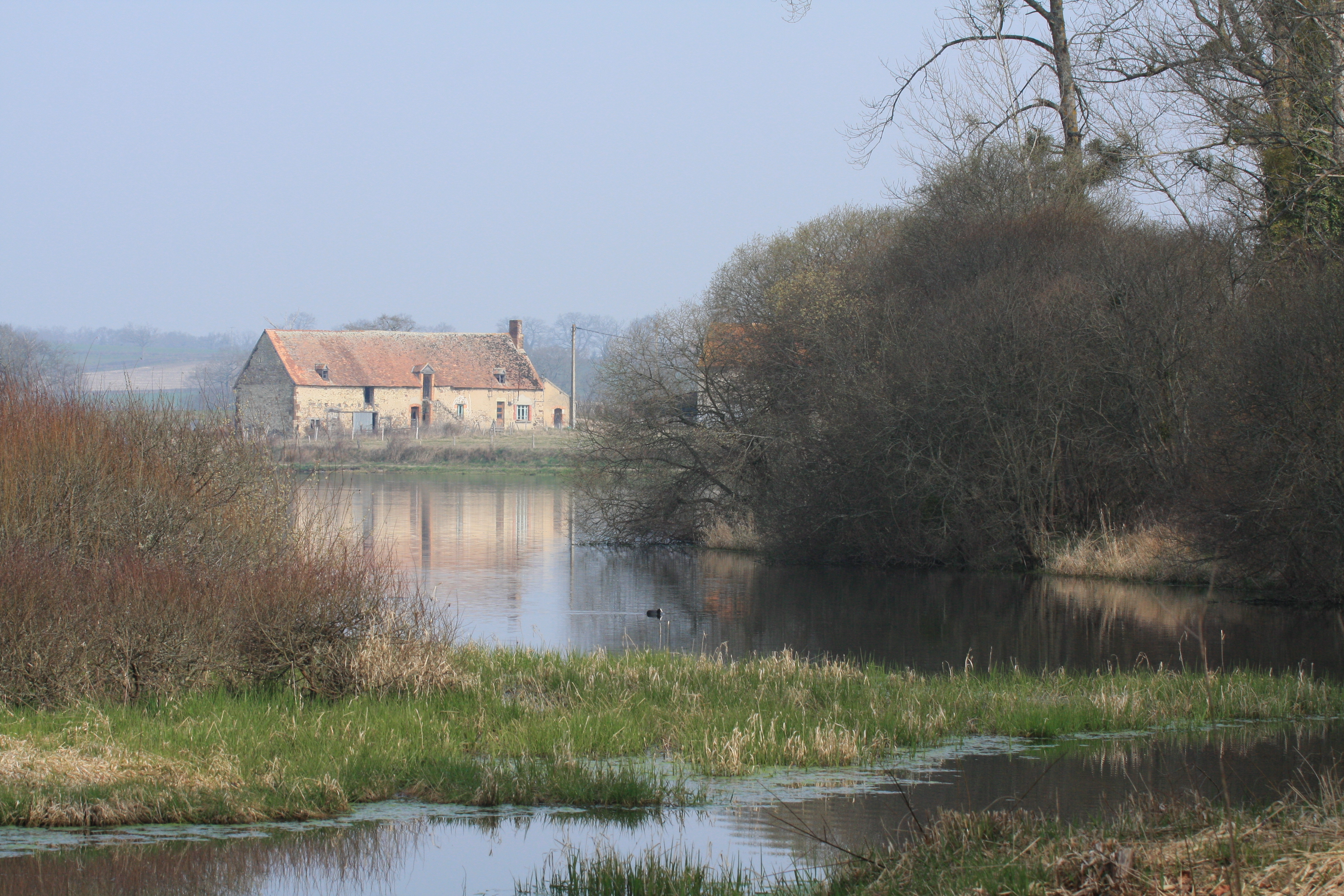
La réserve naturelle nationale de l'étang des Landes.

La Voueize a seize tronçons affluents référencés dont :
- le Saint-Marc (rg), 6,4 km sur les quatre communes de Saint-Médard-la-Rochette, Issoudun-Letrieix, Puy-Malsignat, Peyrat-la-Nonière, avec deux affluents.
- l'Étang Pinaud (rg), 12,9 km sur les quatre communes de Pierrefitte, Issoudun-Letrieix, Saint-Chabrais, Saint-Julien-le-Châtel avec deux affluents et de rang de Strahler trois.
- les Planches de Mollas (rg), 9,3 km sur les quatre communes de Pierrefitte, Saint-Dizier-la-Tour, Saint-Chabrais, Chénérailles.
- la Goze (rg), 18,9 km sur les trois communes de Gouzon, Saint-Dizier-la-Tour, Saint-Pardoux-les-Cards avec trois affluents et de rang de Strahler quatre.
- le Pont Chanté (rg), 6,9 km sur les trois communes de Trois-Fonds, Bord-Saint-Georges, Gouzon avec un affluent.
- les Bourdelles (rg), 12,6 km sur les trois communes Bord-Saint-Georges, Toulx-Sainte-Croix, Lavaufranche avec trois affluents.
- la Verneigette (rg), 21,3 km sur les quatre communes de Auge, Verneiges, Lussat, Nouhant avec trois affluents et de rang de Strahler trois.
- l'Étang de Landes (rd), 7,9 km sur les deux communes de Lussat et Saint-Loup, qui s'appelle aussi ruisseau de l'Étang de la Bastide avec un seul affluent.
- l'Étang de Planche (rg), 14 km sur les quatre communes de Lépaud, Lussat, Nouhant et Lamaids avec un seul affluent.
- la Gane de Boulerand (rd), 8,9 km sur les trois communes de Lépaud, Viersat et Nouhant.

## Hydrologie

### La Voueize à Gouzon
La Voueize a été observée depuis le 1er septembre 1971  à la station K5143110 La Voueize à Gouzon, à 369 m d'altitude et pour un bassin versant de 144 km2.

Le module ou moyenne annuelle de son débit de la Voueize est, à Gouzon, de 1,44 m3/s.

### Étiage ou basses eaux
À l'étiage, c'est-à-dire aux basses eaux, le VCN3, ou débit minimal du cours d'eau enregistré pendant trois jours consécutifs sur un mois, en cas de quinquennale sèche s'établit à 0,009 m3/s, ce qui est peu,.

### Crues

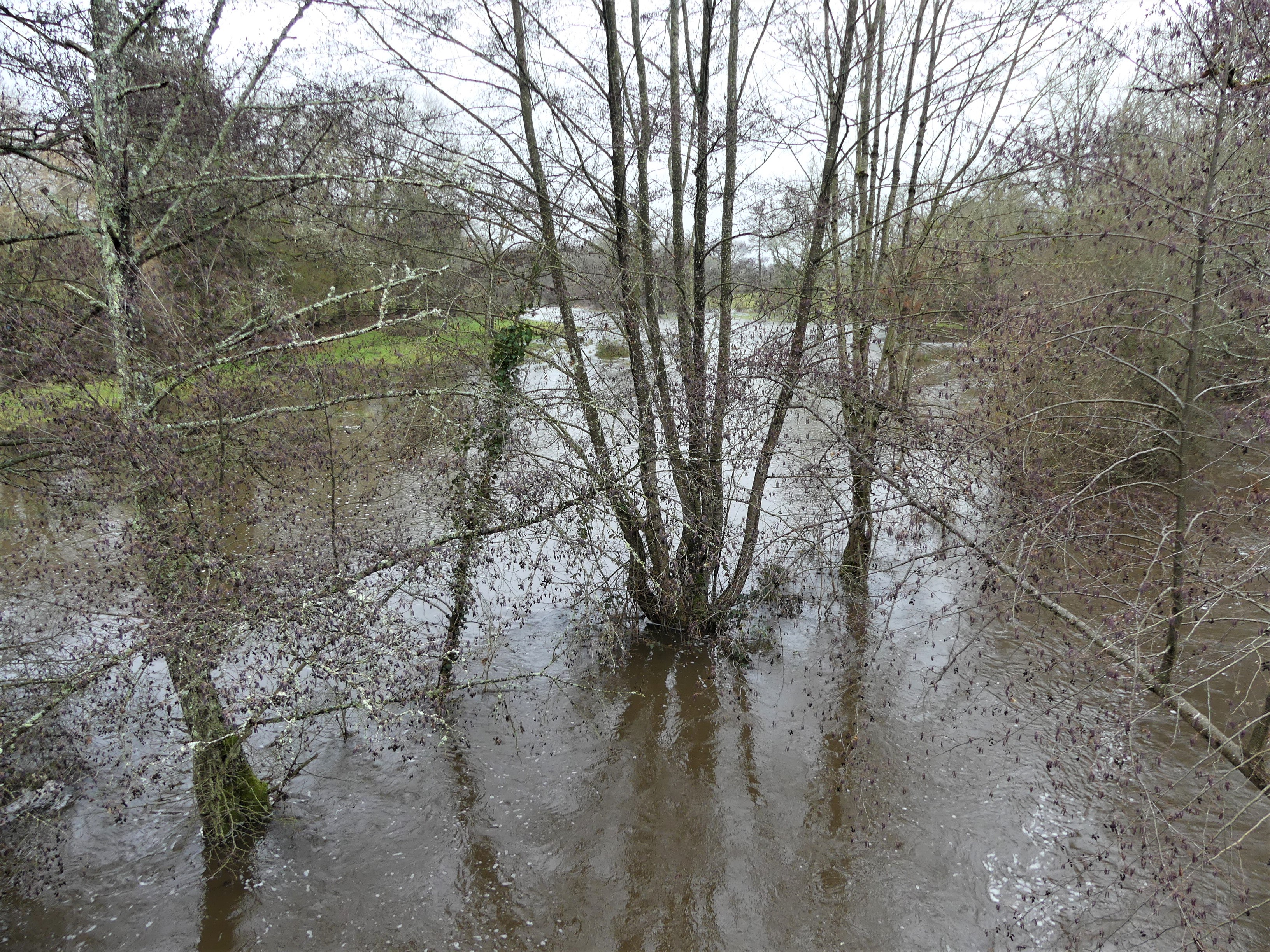
La Voueize en crue au pont de la RD 55, à Saint-Loup (décembre 2021).

Sur cette période d'observation, le débit journalier maximal a été observé le 21 avril 2008 pour 19,50 m3/s. Le débit instantané maximal a été observé le même 21 avril 2008 avec 22,70 m3/s et la hauteur maximale instantanée a été de 212 cm soit 2,12 m le 6 janvier 1982.
Les QIX 2 et 5 sont de 12,0 m3/s et 16,0 m3/s, le QIX 10 est de 19,0 m3/s, le QIX 20 est de 22,0 m3/s et le QIX 50 est de 26,0 m3/s.

### Lame d'eau et débit spécifique
La lame d'eau écoulée dans cette partie du bassin versant de la rivière est de 317 millimètres annuellement, ce qui est dans la moyenne en France, à 300 mm/an. Le débit spécifique (Qsp) atteint 10 litres par seconde et par kilomètre carré de bassin.

## Aménagements et écologie
On rencontre, sur son cours, les lieux-dits le moulin du Mazeau, le pont Barbot, le moulin Lascaud, un gué, le moulin de Villeranges, le moulin des Côtes, les vestiges du château de Barbe Bleue, les gorges de la Voueize, le moulin Girardy, le moulin Ferrare.

### ZNIEFF de type II
La vallée de la Voueize fait l'objet d'une ZNIEFF de type II, pour une superficie de 648 hectares à l'amont de Chambon, sur les quatre communes suivantes de Bord-Saint-Georges, Chambon-sur-Voueize, Lépaud et Lussat.

### Flore
Plusieurs espèces remarquables ont été recensées : la luronium natans, anthericum liliago, Rhamnus cathartica, Scilla lilio-hyacinthoides.

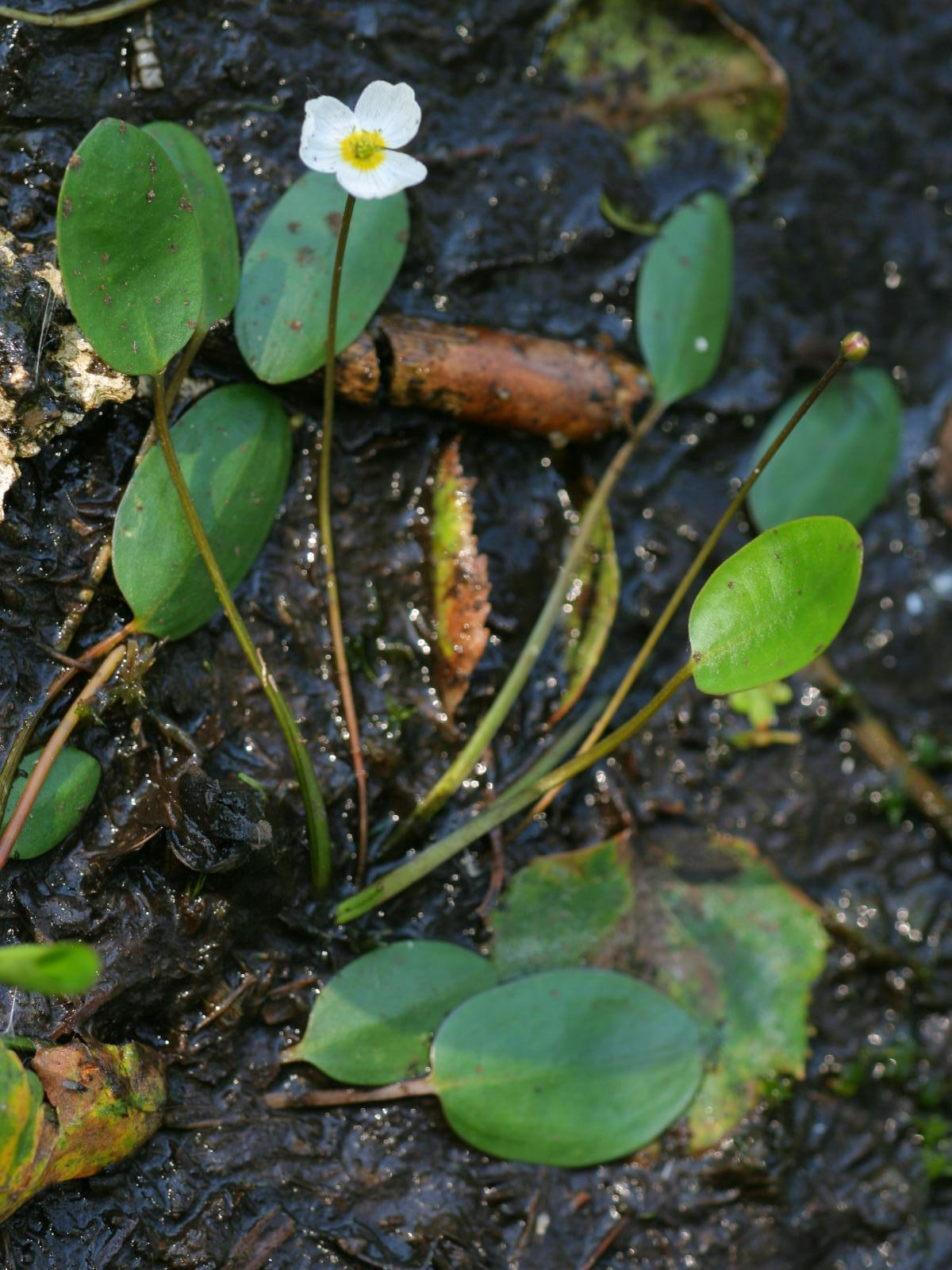
Flûteau nageant.
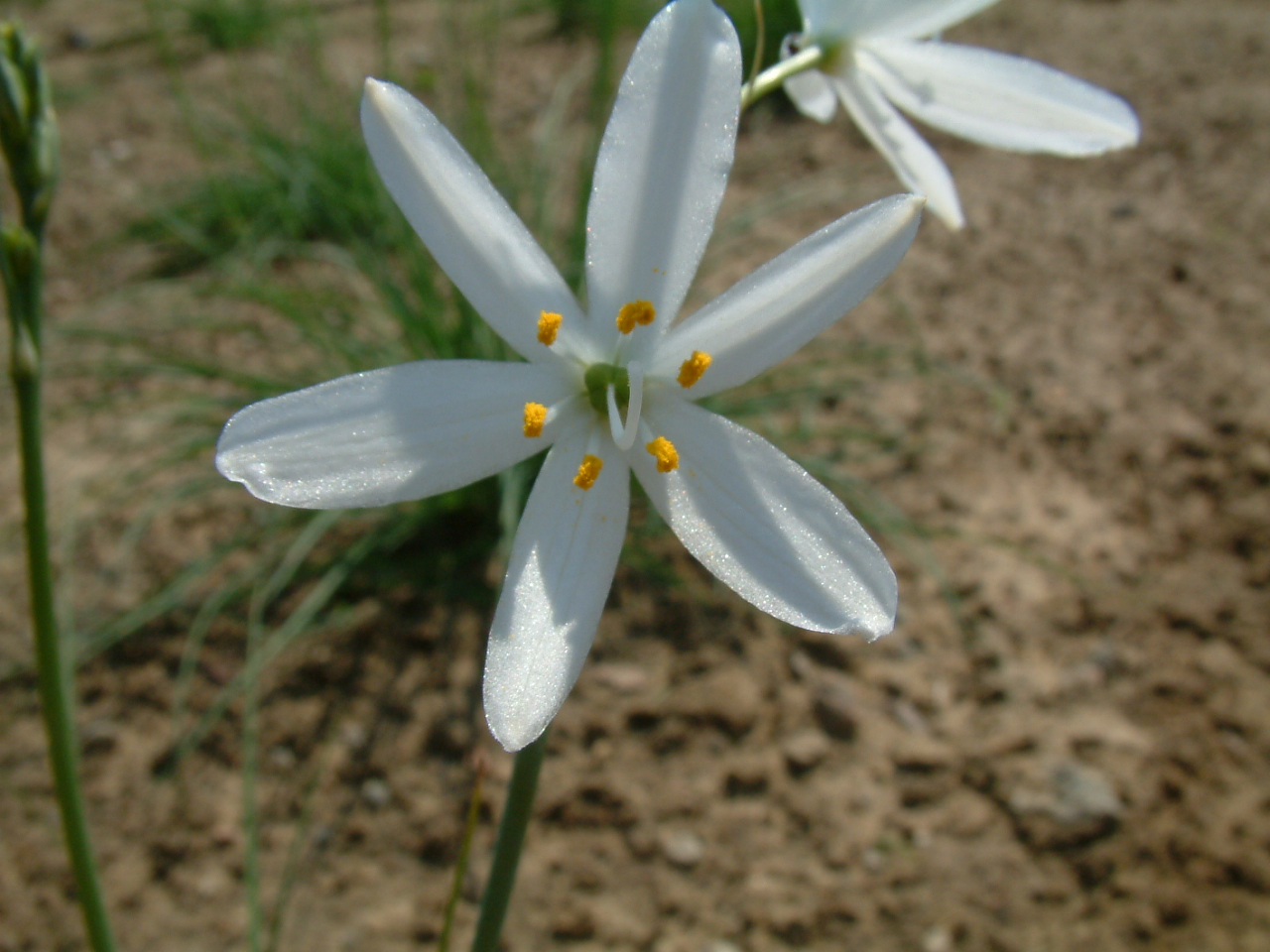
Anthericum liliago.
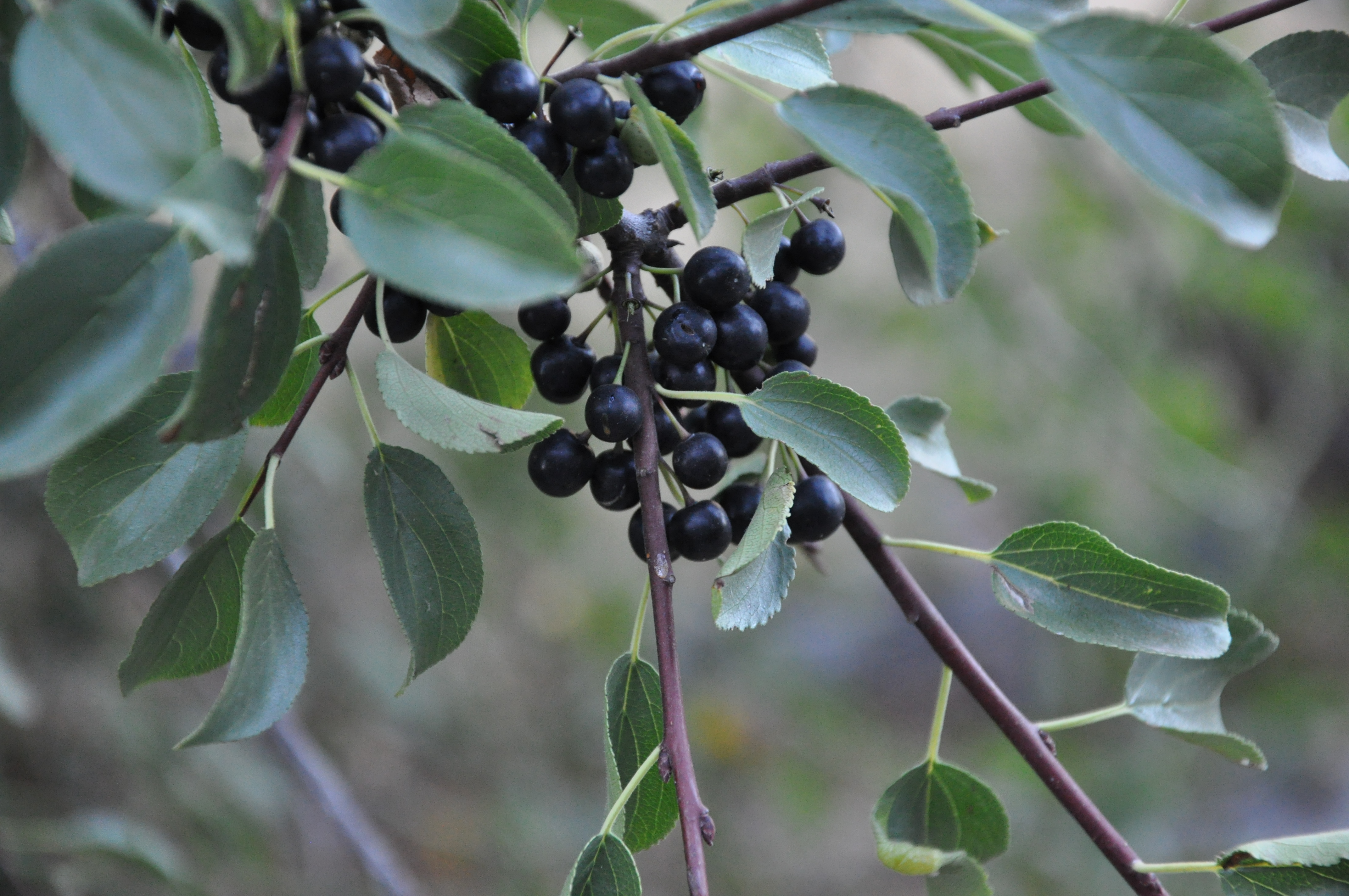
Rhamnus cathartica ou Nerprun purgatif.
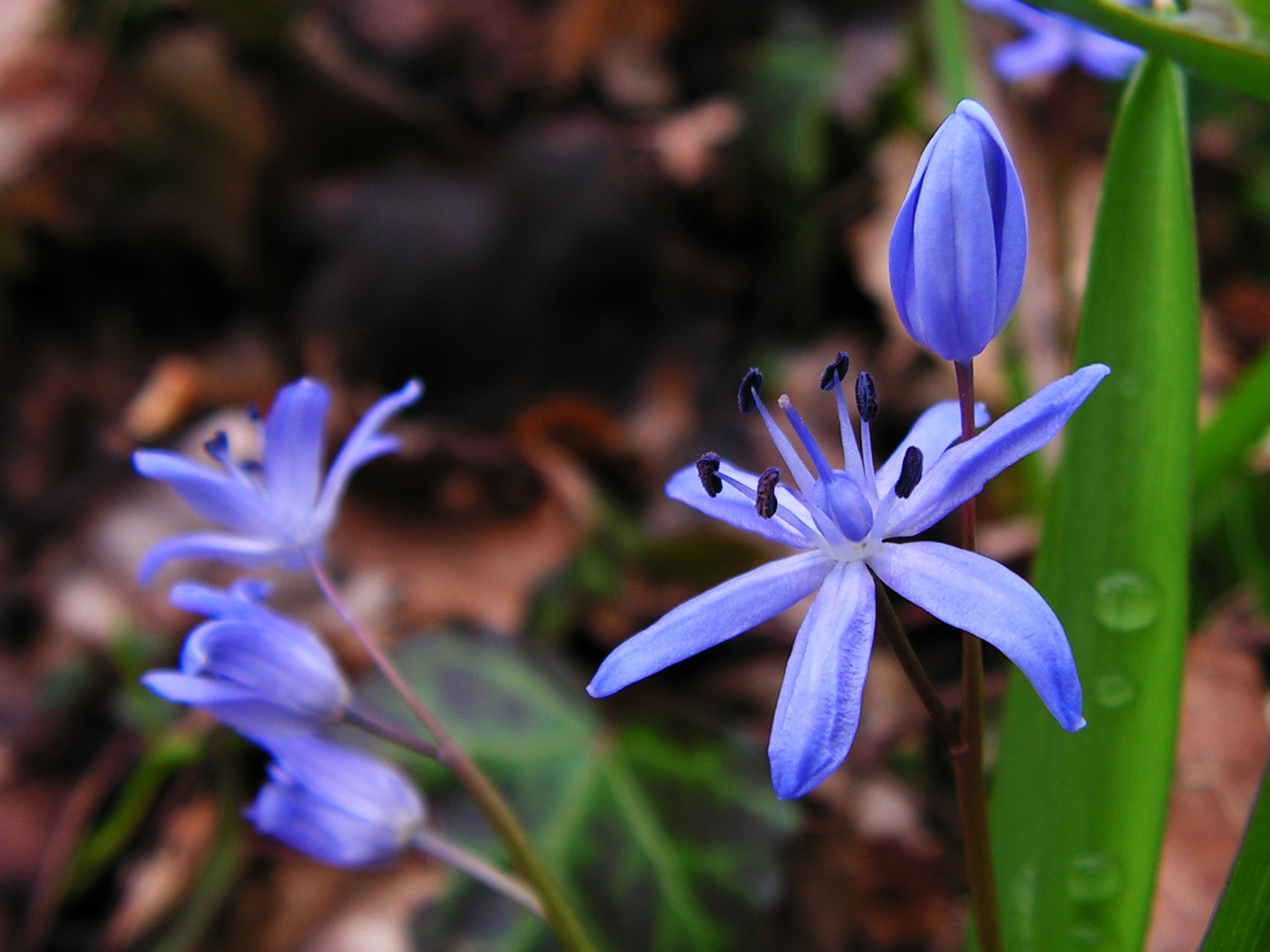
Scilla.

### Faune
On rencontre des expèces remarquables telles la loche franche, la bouvière, le triton crêté.

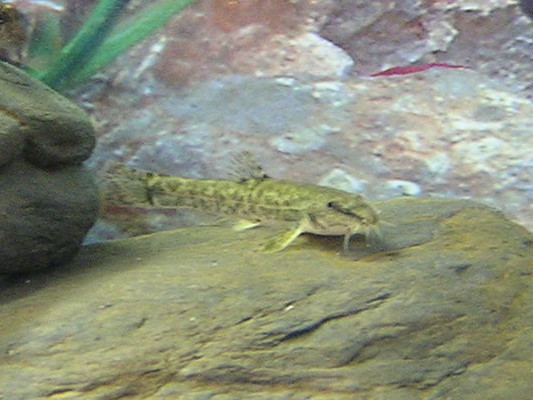
La loche franche.
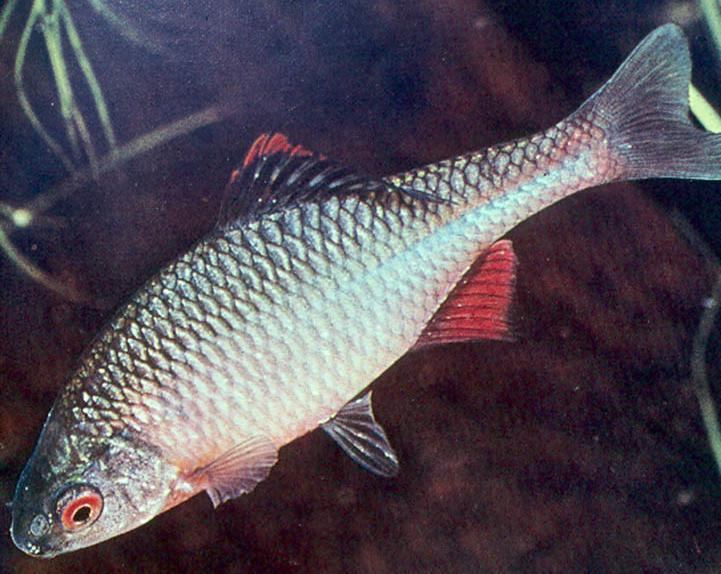
La bouvière.
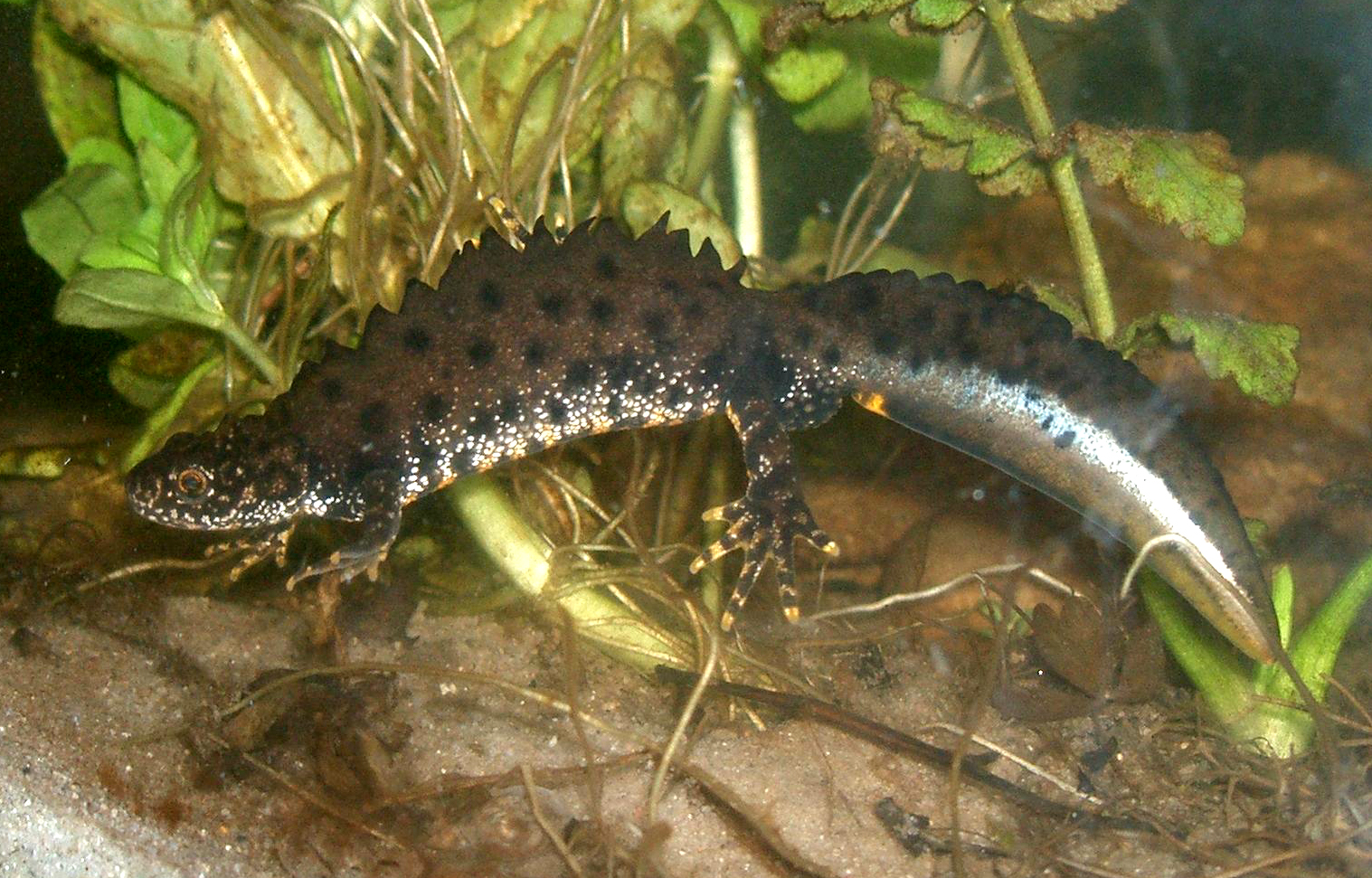
Le triton crêté.